# Йенсен, Давид Иванович
Давид Иванович Йенсен, Иенсен (рус. дореф. Давидъ Ивановичъ Іенсенъ, дат. David Jensen; 7 [19] ноября 1816, Копенгаген — 10 [23] января 1902, Санкт-Петербург) — датский и русский скульптор, ученик Бертеля Торвальдсена, с 1841 года живший и работавший в Санкт-Петербурге. Академик (с 1857) и профессор (с 1868) Императорской Академии художеств.

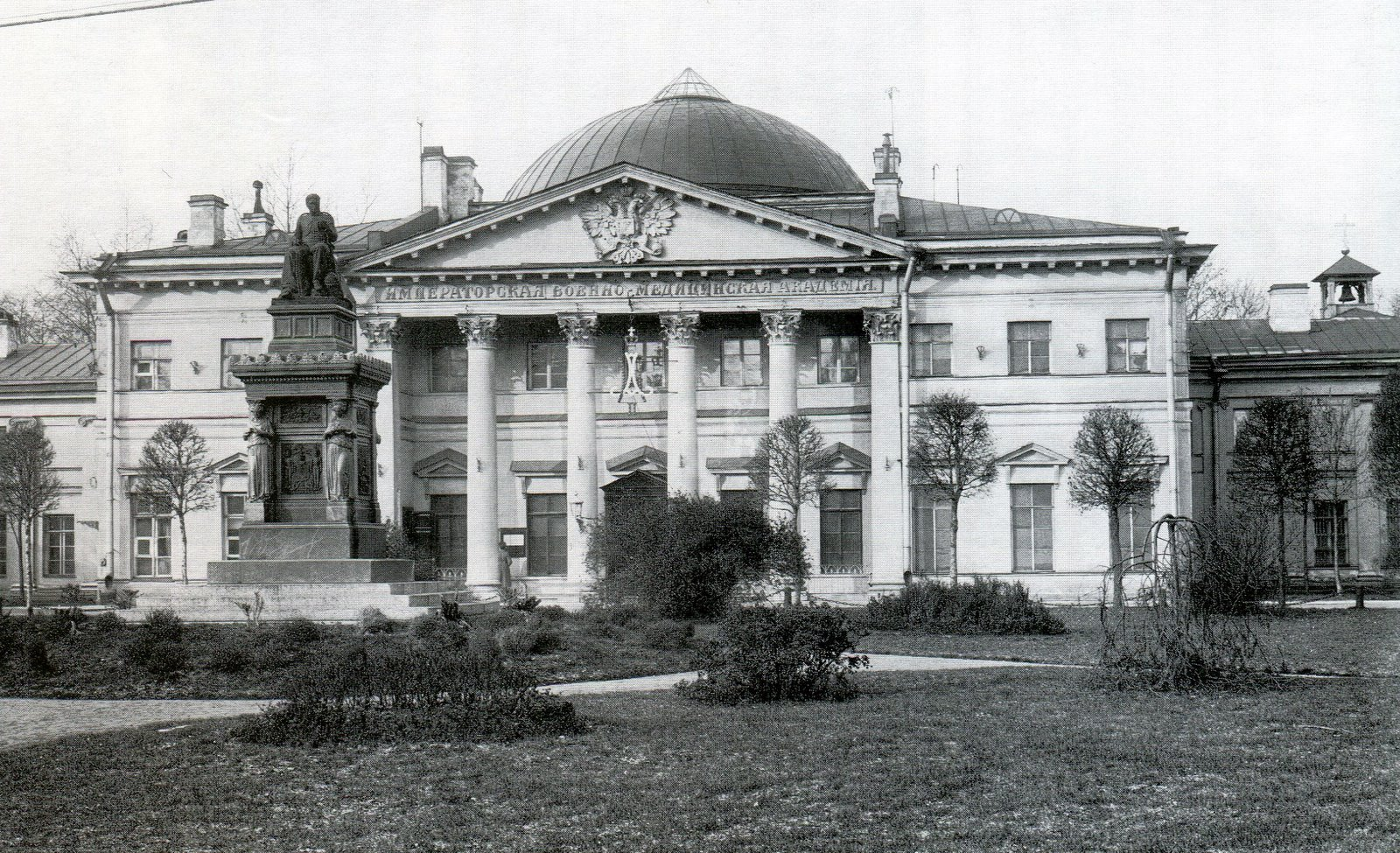
Памятник хирургу Я. В. Виллие у здания Военно-медицинской академии

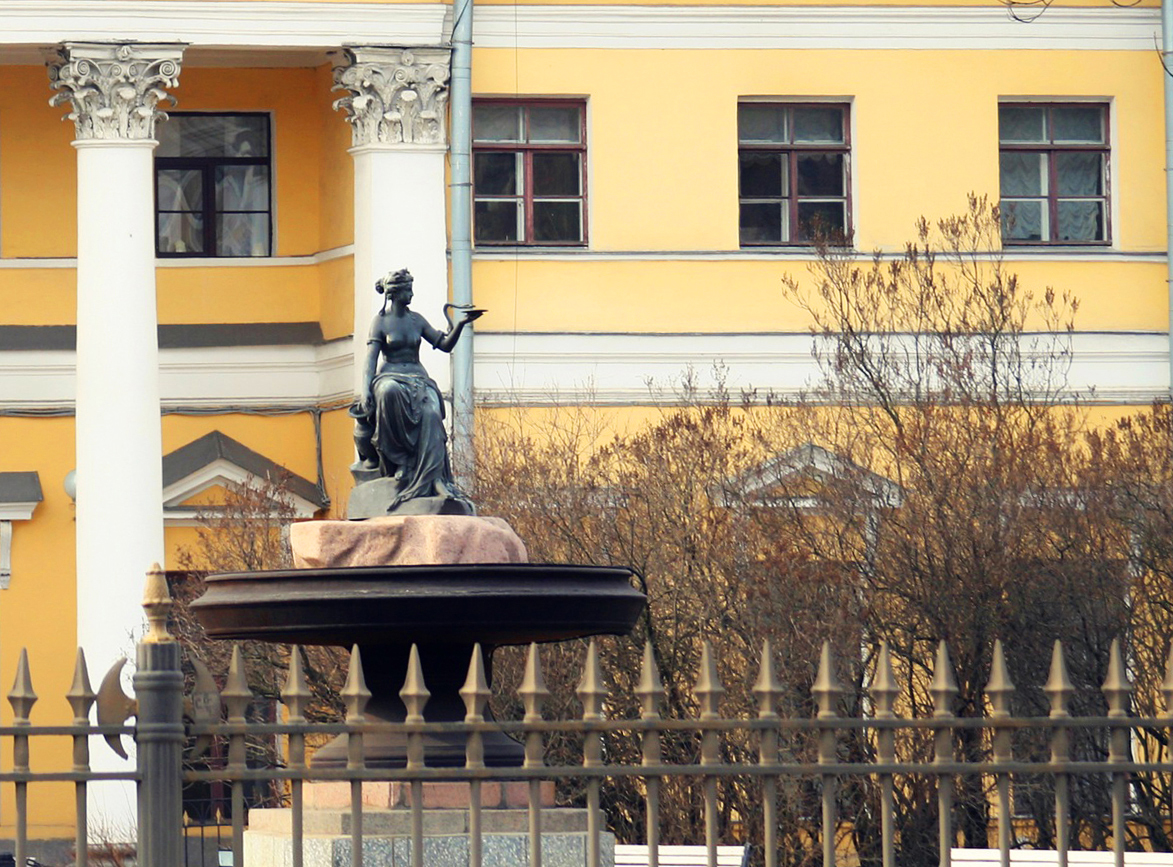
Фонтан «Гигиея» у здания Военно-медицинской академии

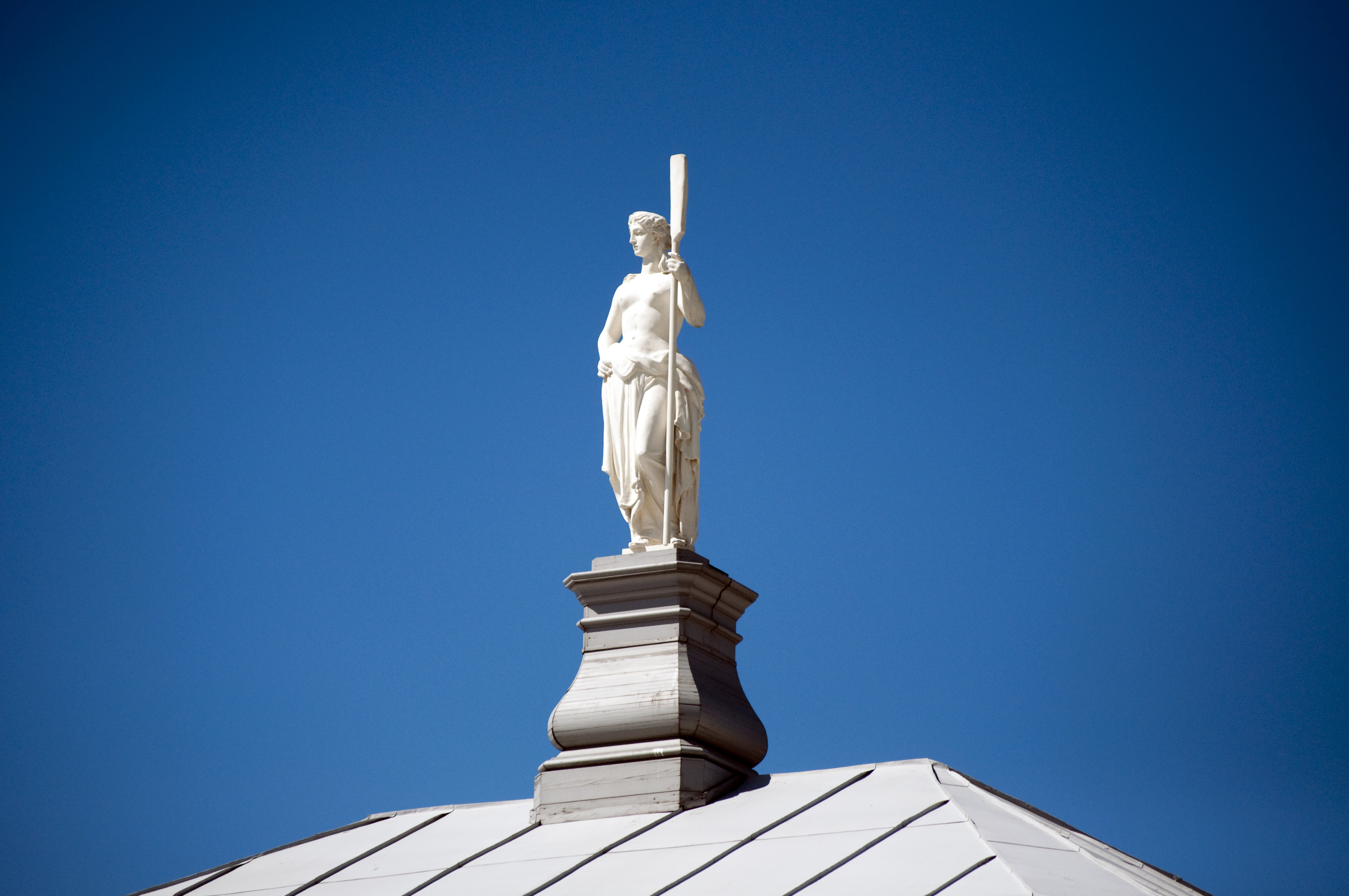
Аллегория Навигации на крыше Ботного дома

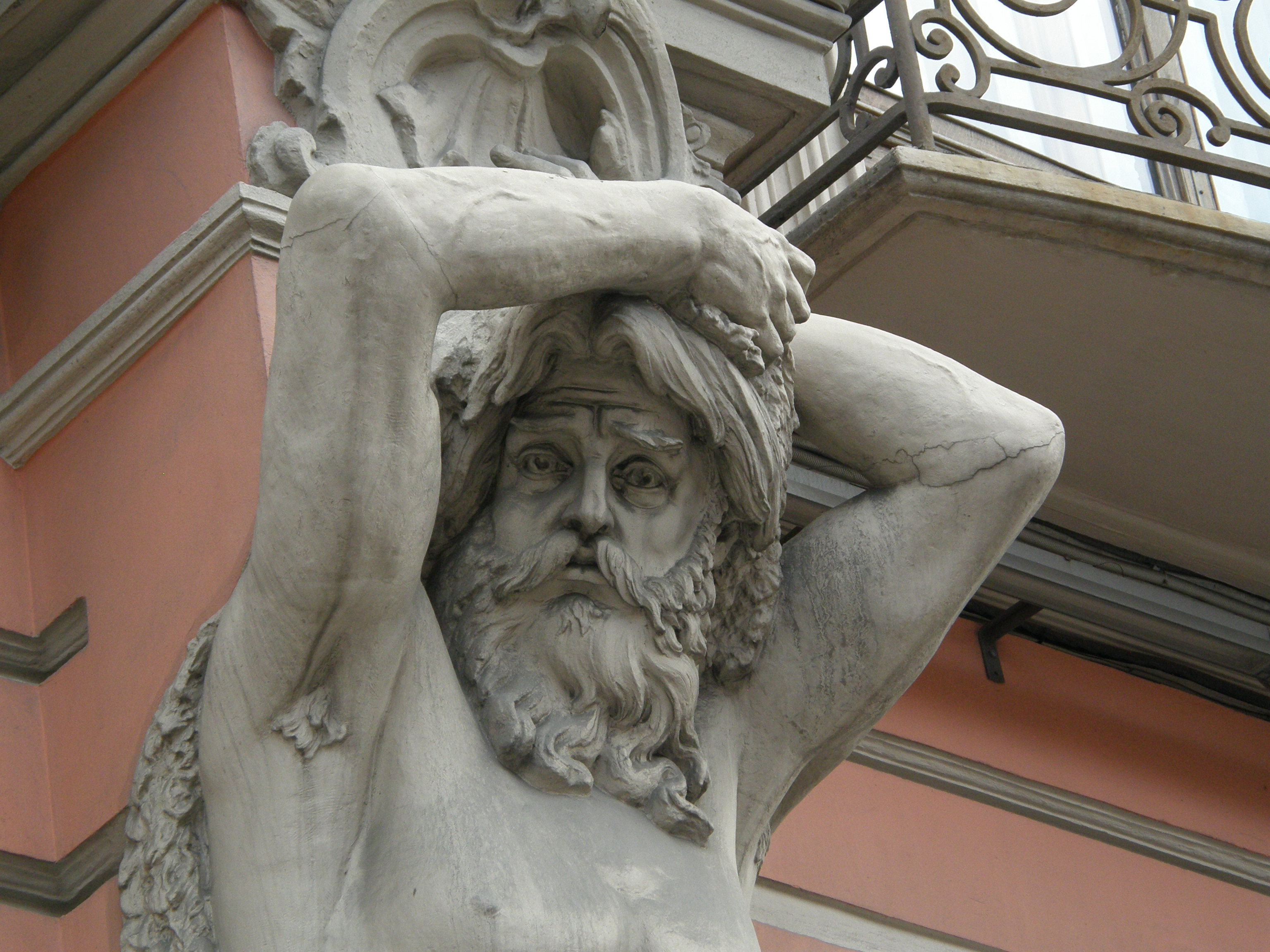
Один из атлантов дворца Белосельских-Белозерских

## Биография
Родился в Копенгагене, в семье подмастерья столяра. Образование получил в Копенгагенской королевской академии художеств под руководством скульптора Бертеля Торвальдсена. В 1841 году за барельеф: «Христос в доме Марфы и Марии» получил от академии большую золотую медаль.
В 1841 году был вызван в Санкт-Петербург для выполнения скульптурных работ во дворце великой княгини Марии Николаевны. Для дворца Йенсен исполнил несколько небольших барельефов и кариатид.
В 1845 году за барельеф «Кентавр Хирон учит Ахиллеса стрелять из лука» получил звание неклассного (свободного) художника. С 1843 по 1847 годы преподавал в рисовальной школе при Обществе поощрения художеств, где его занятия посещали А. М. Опекушин и Л. А. Бернштам. В 1847 году вместе с И. И. Реймерсом открыл в Санкт-Петербурге «Заведение для наружных украшений зданий» — мастерскую, которая впервые в России стала производить скульптурные украшения и декор из особо прочной терракоты.
В 1857 году был удостоен звания академика за барельеф «Ахиллес возвращается с поединка с телом побежденного Гектора», в 1868 году — звания профессора Императорской академии художеств за статую «Диана». В 1857 году получил российское подданство.
Скончался 10 (23) января 1902 года в Петербурге. Был похоронен на Смоленском лютеранском кладбище; могила утрачена.

## Творчество
Д. И. Йенсен работал в области монументально-декоративной скульптуры, преимущественно по заказам императорского двора. Реже обращался к станковой скульптуре. Выполнял барельефы, бюсты, фигуры, проекты фонтанов, ваз, каминов. Создал скульптурное оформление дворцов великой княгини Марии Николаевны (1841), великих князей Николая Николаевича, Михаила Николаевича, Сергея и Павла Александровичей, здания Нового Эрмитажа (1847), дворца Белосельских-Белозерских (1850), терракотовые фронтоны на здании Конногвардейского манежа (демонтированы в советское время); оформил императорские комнаты на станциях Царскосельской железной дороги. В 1859 году Йенсен создал памятник хирургу Я. В. Виллие и фонтан «Гигиея» для Военно-медицинской академии. В 1860 году за скульптуры для церкви св. Александра Невского в парке Александрия в Петергофе был награжден бриллиантовым перстнем.
Также Йенсен создал скульптурное оформление здания императорских главных конюшен в Петергофе, флигеля Фонтанного дома, архива Государственного совета на Миллионной улице, здания Большого драматического театра, гостиницы «Европа», Большой хоральной синагоги. Кроме того, Йенсен работал над оформлением богатых скульптурой доходных домов и общественных зданий (по проектам архитектора П. Ю. Сюзора) и камерных особняков.

## Важнейшие произведения
- Кариатиды и барельефы Мариинского дворца
- Атланты и кариатиды дворца Белосельских-Белозерских
- Статуи великих художников на фасадах Нового Эрмитажа
- Аллегория Навигации на крыше Ботного дома
- Памятник хирургу Я. В. Виллие у здания Военно-медицинской академии
- Фонтан «Гигиея» у здания Военно-медицинской академии
- Барельефы и орнаментальные украшения в церкви Академии художеств

## Публикации текстов
- Йенсен Д. И. Автобиография ваятеля Д. И. Иенсена (1816–1902) / с предисловием М. Н. Соколовского // Русский архив. — М. : Унив. типография, 1903. — Вып. 12. — С. 653–658.